# الصين (حبيش)

تعديل مصدري - تعديل

الصين محلة تابعة لقرية العارضة، التابعة لعزلة بني شبيب بمديرية حبيش إحدى مديريات محافظة إب في الجمهورية اليمنية، بلغ تعداد سكانها 172 حسب تعداد اليمن لعام 2004.